# Nicarète de Nicomédie
Pour les articles homonymes, voir Nicarète.
Nicarète ou Nicéras, née à Nicomédie dans une famille riche et distinguée, et morte vers 440, est une femme qui a fait vœu de chasteté et quitté sa famille pour devenir fille spirituelle de saint Jean Chrysostome à Constantinople. Son nom signifie vertu victorieuse. Elle se consacre au service des pauvres, apprend pour les soigner la médecine et la préparation de remèdes à base de plantes médicinales. 
Elle est reconnue sainte par l'Église catholique ; sa fête est le 27 décembre. Elle est invoquée contre les maux d'estomac, car elle en aurait guéri Jean Chrysostome.